# 昆古尔图格
昆古尔图格 (俄语：Кунгуртуг) 是俄罗斯图瓦共和国的一个村庄，以及捷列霍尔区的行政中心。 该村建立于1949年，人口为1,467（2010）。